# José Choto
José Choto ist ein belizischer Straßenradrennfahrer.
José Choto konnte 2003 die Gesamtwertung der Tour of Belize für sich entscheiden. In der Saison 2005 war er dort erneut erfolgreich. 2006 wurde er bei der Tour of Belize einmal Etappenzweiter und einmal Tagesdritter. 2008 belegte er den dritten Platz auf dem ersten Teilstück bei der belizischen Landesrundfahrt und er gewann das Eintagesrennen Dr. Miguel Rosado Classic. Im nächsten Jahr wurde Choto bei der nationalen Meisterschaft Dritter im Einzelzeitfahren hinter dem Sieger Ernest Meighan.

## Erfolge
2003
- Gesamtwertung Tour of Belize

2005
- Gesamtwertung Tour of Belize